# Трубно-глоточная мышца
Трубно-глоточная мы́шца (лат. musculus salpingopharyngeus) — парная мышца-подниматель глотки и гортани. Кроме трубно-глоточных, мышцей-поднимателем является шилоглоточная мышца.

## Общие сведения
Трубно-глоточные мышцы — поперечно-полосатые, произвольные (то есть могут управляться сознанием) мышцы.
Трубно-глоточные мышцы начинаются на нижней поверхности хряща слуховой трубы, возле глоточного отверстия, направляясь далее книзу в толще одноимённой складки и заканчиваются, переплетаясь с волокнами верхнего констриктора глотки. С другой стороны трубно-глоточная мышца прикрепляется к верхнему рогу щитовидного хряща.

## Функция
Главная функция трубно-глоточных мышц заключается в поднятии глотки. При поступлении болюса (пищевого комка или жидкости) в глотку, трубно-глоточные и шилоглоточная мышцы поднимают глотку кверху, а констрикторы глотки сокращаются последовательно от верхнего констриктора к нижнему, в результате чего болюс проталкивается по направлению к пищеводу.

## Источник
Сапин М. Р. Анатомия человека. В двух томах. Том 1.